# ヴァーツラフ・ハヴェル
ヴァーツラフ・ハヴェル（チェコ語: Václav Havel、1936年10月5日 - 2011年12月18日）は、チェコの劇作家、チェコスロバキア大統領（1989年 - 1992年）、チェコ共和国初代大統領（1993年 - 2003年）。プラハ生まれ。

## 経歴
プラハの名家実業家の息子として生まれる。1948年、共産主義体制に全財産押収されたために、勉学を止めて働かねばならなかった。プラハのカフェで働きながら、文学の土台になる本質を得た。なかでも、演劇に引き付けられた。1954年、中学校卒業後、映画・音楽芸術アカデミー（FAMU）を受験するが試験に落ち、高等専門学校（運輸経済専攻）に進む。1957年、他の大学に移ろうとしたが失敗し、1959年まで兵役に就く。軍内では工兵として勤務しつつ、劇団を組織し自身も俳優として活動した。除隊後、演劇批評活動を再開し、「Divadlo」、「Kultura」誌に記事を掲載した。1963年に発表された戯曲『庭の祭り』で世界的に有名になった。初期の作品である『ガーデン・パーティ』（1963）、『通達』（1965）、『集中の妨げられた可能性』（1967）などが上演された。1968年、プラハの春と呼ばれる改革運動がワルシャワ条約機構軍によって潰された後の「正常化」時代に、反体制運動の指導者として活動した。1977年に、ヘルシンキ宣言に謳われた人権擁護を求める「憲章77」を起草する。以後、幾度となく逮捕・投獄される。
1989年、反体制勢力を結集した「市民フォーラム」を結成し、共産党政権打破（ビロード革命）の中心となる。ビロード革命後の1989年12月に連邦最後の大統領に選出され、チェコスロバキア解散後の1993年1月に新たに成立したチェコの初代大統領に就任、1998年に再選され、2003年2月の任期満了で退任した。
2011年12月18日、死去。75歳没。政府は国葬を決定し、棺は聖アンナ教会に一時安置され、一般市民の献花を認めた。記帳所を設置した。また21日から23日を服喪の日とした。その間、棺は国旗に覆われた状態でプラハ城に安置され、23日に聖ヴィート大聖堂で大司教による葬儀が営まれた。その際に「大統領経験者」に対する21発の弔砲がなされた。

## 栄誉・受賞
- 1968年 - オーストリア国家賞
- 1986年 - エラスムス賞
- 1989年 - ドイツ書籍協会平和賞
- 1990年 - 4つの自由賞
- 1991年 - カール大帝賞
- 1993年 - インディラ・ガンディー賞
- 1997年 - アストゥリアス公賞コミュニケーションおよびヒューマニズム部門
- 1997年 - チーノ・デル・ドゥーカ世界賞
- 2003年 - ガンディー平和賞
- 2004年 - ソウル平和賞
- 2010年 - フランツ・カフカ賞

## その他
- ビロード革命の翌年1990年に、以下のように発言した。「あり余る自由を前に今何をなすべきか、正直定かではありません。韻文の世界が終わり、散文の世界が始まるのです。祝祭が終わり、日常が始まるのです。」[5]
- 多忙な大統領職の最中1991年の雑誌インタビューで、孤独が懐かしい、大統領職は牢獄に似ている、と述べている[6]。
- ハヴェルがチェコスロバキア大統領当時、来日の際に作家の安部公房に会いたいということで、元々パーティー嫌いの安部が親しい辻井喬と一緒に東京で開かれた来日記念パーティーに参加したが、あまりにも人の多さに5分ぐらいしか話せなかった、というエピソードがある（「新潮」1993年4月号・辻井喬と大江健三郎との対談で）。
- 笹川陽平（日本財団会長）と世界の指導者が国際問題について議論する「フォーラム2000」を立ち上げた。
- 北朝鮮の拉致問題について、人権の観点から問題提起を行い、強い抗議の意を示した。また、ノーベル平和賞を受賞した中国の人権活動家劉暁波に対する中国政府の対応を激しく批判している。
- 2008年2月、チェコ大統領就任時代からのドキュメンタリー映画『市民ハヴェル』（Občan Havel）が公開され、ベルリン映画祭でも上映される。
- 「正常化」時代に幾度となく逮捕・投獄されたことが原因で健康状態が悪化し、1996年に肺癌の手術を受けた後は入退院を繰り返していた。2010年12月にベラ・チャスラフスカへの叙勲の祝福に駆けつけた時には、翌日に気管支障害で入院することになっていた。しかし、入退院を繰り返している際でも街のカフェや路上で市民と接するなど、チェコの自由と良心を体現している姿勢と共に国民から親しまれていた[1]。
- 生前の偉業を偲び、2012年10月5日からプラハのルズィニエ国際空港がヴァーツラフ・ハヴェル・プラハ国際空港と名称変更された。

## 日本語訳書
- 『ビロード革命のこころ―チェコスロバキア大統領は訴える』（岩波書店、1990年）
- 『反政治のすすめ』（恒文社、1991年）
- 『ハヴェル自伝―抵抗の半生』（岩波書店、1991年）
- 『プラハ獄中記―妻オルガへの手紙』（恒文社、1995年）
- 『ジェブラーツカー・オペラ：〈乞食オペラ〉』（松柏社、2002年）
- 『力なき者たちの力』（人文書院、2019年、阿部賢一訳）
- 『通達/謁見』（松籟社、東欧の想像力、2022年、阿部賢一・豊島美波共訳）

## 参考資料
- 阿部賢一『100分de名著　ヴァーツラフ・ハヴェル『力なき者たちの力』』NHK出版 2020年